# Yoshida Kenkō

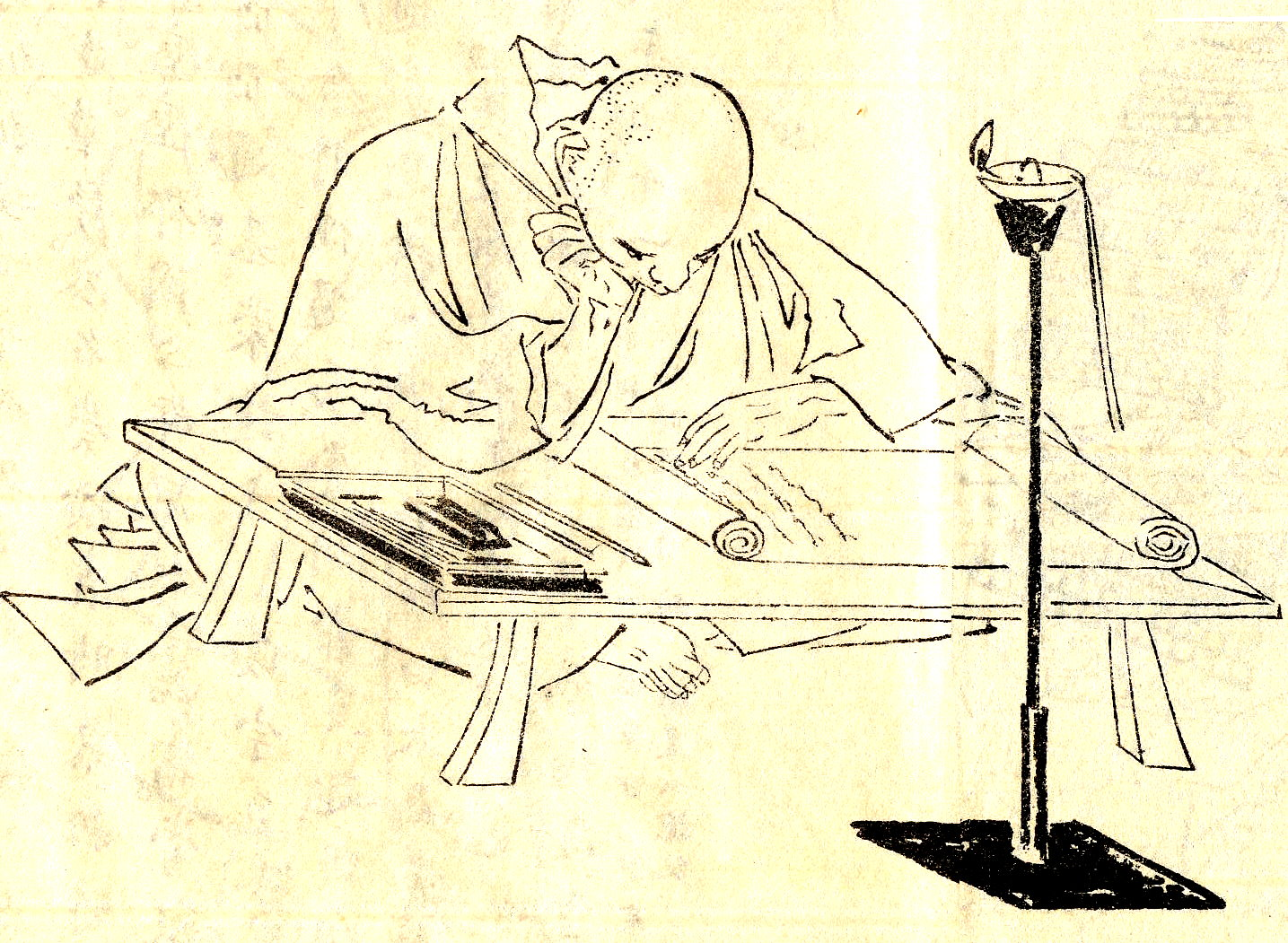
Yoshida Kenkō: Idealporträt von Kikuchi Yōsai (1781–1878)

Yoshida Kenkō (japanisch 吉田 兼好), mit bürgerlichem Namen Urabe no Kaneyoshi (卜部 兼好) (* um 1283, wohl in Kyōto; † um 1350, wohl in der Provinz Iga, heutige Präfektur Mie), war ein japanischer Höfling, Dichter und buddhistischer Mönch.

## Leben
Urabe no Kaneyoshi wird als Nachkomme des Vizeministers des Ministeriums für Zivilverwaltung, Urabe no Kaneaki (卜部 兼顕) aus Kyōto, beschrieben. Kaneyoshi war zunächst Vizekommandant der Palastgarde zur Linken (左兵衛佐, sahyōe no suke), gab aber nach dem Tod des Herrschers Go-Uda um 1324 sein Leben am Kaiserhof von Kyōto auf, um buddhistischer Priester der Tendai-Sekte zu werden und unter dem neuen Namen Yoshida Kenkō ein Leben als Mönch, jedoch nicht in allzu großer Zurückgezogenheit, zu führen. Er blieb dem Alltagsleben und der Dichtkunst verbunden und fand mit seinem poetischen Werk sogar Eingang in eine offizielle kaiserliche Lyrik-Anthologie.

## Tsurezuregusa
Sein heute bekanntestes Werk ist die Prosa-Sammlung Tsurezuregusa (徒然草; zu dt. „Betrachtungen aus der Stille“), welche um 1334–1339 entstand und um 1352 postum veröffentlicht wurde. Als Klassiker der japanischen Literatur gehörte sie zum unverzichtbaren Bildungsgut vieler Generationen von Japanern und wurde als Musterbeispiel der in Japan beliebten Zuihitsu-Gattung (d. h. Miszellenliteratur, Essays) angesehen. Die 243 Abschnitte folgen dem ästhetischen Konzept des Wabi-Sabi, des Unvollständigen, Unperfekten, Improvisierten sowie des Flüchtigen, Unbeständigen. Kenkōs Prosa ist – ebenfalls typisch für die Gattung – von Melancholie, Individualismus und Sehnsucht nach der Vergangenheit geprägt. Die Verbreitung des Tsurezuregusa in der Öffentlichkeit nahm vor allem im späten 16. Jahrhundert mit den Druckversionen zu.

## Berühmte Zitate
- „Würde man nicht hinschwinden wie der Tau auf dem Adashi-Feld und nicht flüchtig vergehen wie der Rauch auf dem Toribe-Berg, sondern ewig leben — wie könnte man da die zaubervolle Melancholie erfassen, die in allen Dingen webt? Gerade ihre Unbeständigkeit macht die Welt so schön.“
- „Nichts spendet größeren Trost, als alleine, still für sich, im Lampenschein vor einem Buch zu sitzen und auf diese Weise Freundschaft mit Menschen aus längst vergangenen Tagen zu schließen.“
- „Wie schmerzlich ist mir der Gedanke, dass all die Dinge, die man ständig um sich hat, einen unbekümmert überdauern, so als sei nichts geschehen.“
- „Die Jugend ist die Zeit, in der man sich selbst ruiniert... Das Alter übertrifft die Jugend zwar an Weisheit, die Jugend aber das Alter an Anmut.“
- „Man sollte sich nie so geben, als wäre man in eine Kunst oder Wissenschaft tief eingedrungen. Wird ein gebildeter Mann, auch wenn er eine Sache beherrscht, mit Kennermiene davon sprechen? Es sind immer nur die Leute aus der Provinz, die einem antworten, als hätten sie alles zutiefst erfasst...“
- „Der Mond in den Herbstnächten ist unvergleichlich schön. Wie arm ist der Mensch, der da keine Unterschiede kennt und glaubt, dieses Gestirn sei zu allen Jahreszeiten gleich!“